# Kazan River
Kazan River är ett vattendrag i Kanada.   Det ligger i territoriet Nunavut, i den centrala delen av landet, 2 400 km nordväst om huvudstaden Ottawa.
Omgivningarna runt Kazan River är i huvudsak ett öppet busklandskap. Trakten runt Kazan River är nära nog obefolkad, med mindre än två invånare per kvadratkilometer.